# Ortomolekularna terapija
Ortomolekularna terapija je metoda preventive in zdravljenja bolezni, pri kateri spreminjamo koncentracijo snovi, ki so naravno prisotne v človeškem telesu. Zagovarja to, da je veliko bolezni povezanih z biokemičnim neravnovesjem v telesu, kar je povezano z genetskimi predispozicijami in da to lahko pozdravimo z vnosom optimalne količine snovi, ki je naravna organizmu. Glede na to, da zdravilni učinki niso znanstveno dokazani, metodo uvrščamo v zdravilstvo.
Pri megavitaminski terapiji se uporabljajo od 20-600-kratne količine RDA (recommended dietary allowances) vitaminov.
Izraz Ortomolekularna terapija je prvič uporabil leta 1968, Linus Pauling v članku v reviji Science.
Optimalna količina vnosa vitamina je odvisna od genetske predispozicije in od zdravstvenega stanja posameznika. Ugotovili so, da koncentracija vitamina v telesu doseže plato. Optimalne količine za vitamin C so od 100-200 krat RDA, za vitamin B in E do 25 krat RDA in za vitamin A do 10 krat RDA.

## Zgodovina
Leta 1933 sta brata Shute, kot prva zdravnika uporabila velike odmerke vitamina E za zdravljenje kardiovaskularnih bolezni. V letih 1940 je F.R. Klenne raziskoval zdravljenje z velikimi odmerki vitamina C. Naredil je študijo na 70 otrocih, uporabil je velike doze vitamina C in placebo. Skupina, ki je jemala vitamin C ni razvila paralize, medtem ko je bila pri skupini s placebom paraliza prisotna v 20%. Leta 1949 je W. Kaufman objavil knjigo  v kateri opisuje zdravljenje artritisa s ponavljajočimi, velikimi odmerki niacinamida z vitaminom C, tiaminom in riboflavinom. Shranjeval je podatke o pacientih, ki kažejo na varnost in učinkovitost megavitaminske terapije. V zgodnjih 1950 letih je nekaj psihiatrov, med njimi najbolj znan Abram Hoffer, začelo uporabljati velike odmerke niacina – vitamina B3, za zdravljenje hudih mentalnih problemov, kot je npr. shizofrenija. Leta 1955 je Hoffer ugotovil, da niacin znižuje raven holesterola. Od leta 1978 pa je raziskoval tudi delovanje velikih odmerkov niacina v kombinaciji z velikimi odmerki vitamina C za zdravljenje raka. Leta 1956 R.J. Williams izdal knnjigo Biokemična individualnost v kateri predstavi koncept prilagoditve velikih odmerkov na posameznika. Leta 1960 biokemik I. Stone predstavi svoje ugotovitve, da je koristna količina dnevno zaužitega vitamina C, podobna količinam vitamina C, ki ga druge živali dnevno sintetizirajo. Človek je tekom evolucije izgubil sposobnost sintetizirati vitamin C. Količino sintetiziranega vitamina C na maso živali je preračunal na telesno težo človeka in pri tem dobil odmerke od 2 000 do 20 000 mg vitamna C na dan. RDA vitamina C je 50 mg/dan. Svojo raziskavo je poslal Linusu Paulingu, ki se je v tem času tudi ukvarjal z megavitaminsko teapijo. Pauling je raziskoval predvsem velike odmerke vitamina C za zdravljenje prehlada in raka. Članki o ortomolekularni terapiji so se začeli objavljati leta 1967 v reviji, ki je nastala na pobudo Hofferja, ker nihče ni želel objaviti člankov o megavitaminskem zdravljenju, najprej se je imenovala Journal of Schizophrenia, danes pa je to Journal of Orthomolecular Medicine.
V poznih 1960 je Linus Pauling uvedel izraz "ortomolekularna", s tem je želel izraziti uporabo molekul v pravi količini. Ugotovitve o uporabi vitamina C in učinkih na zdravje, ki so jih zagovarjali Pauling in drugi, so sporne in protislovne.

## Načela
Abraham Hoffer je v svoji teoriji vedno navajal primer primitivnih ljudi, kateri niso uživali predelane hrane in po njegovem niso imeli degenerativnih bolezni. Nasprotno temu načinu življenja je navedel da prehranske navade zahodnih kultur ne zadostijo potreb telesa po virih hranil, ki so potrebni za dolgotrajno zdravje. Zaradi tega je nujno potrebna uporaba megadoz vitaminov, prehranskih mineralov, proteinov, antioksidantov, aminokislin, ω-3 maščobnih kislin, ω-6 maščobnih kislin, srednjeverižnih trigliceridov, vlaken, dolgih in kratkoverižnih maščobnih kislin, sistemskih in prebavnih encimov, ostalih prebavnih faktorjev in prohormonov da odženejo metabolične spremembe dokler se te še ne izrazijo kot bolezenski znaki.
Ortomolekularni zdravilci sami zase pravijo da oni zagotavljajo optimalne predpise za vnose mikronutrientov za vsako diagnozo posebej. Terapija po navadi vključuje tudi spremembe prehrane in življenjskega sloga. Diagnoza temelji na krvnih testih in osebni zgodovini.
Baterija krvnih testov vključuje tudi nekaj testov za katere moderna medicina pravi da so nepotrebni in nimajo uporabne vrednosti.

## Ortomolekularna diagnostika
Ortomolekularna diagnoza je temeljni postopek določevanja in evaluacije koncentracije spojin, ki se normalno nahajajo v človeškem telesu. Ortomolekularni zdravilci verjamejo da se zmanjšanje s starostjo povezane obolevnosti in smrtnosti, lahko doseže s spremembami koncentracij posameznih nujno potrebnih življenjskih spojin. Preučevano je bilo več tehnik za merjenje koncentracije posameznih spojin v telesnih tekočinah na podlagi katerih bi se lahko postavljalo diagnozo. Najbolj so se izkazale plinsko-tekočinska-kromatografija, ionsko izmenjevalna kromatografija in masna spektrometrija. Posebnost ortomolekularne diagnostike je da ne išče primanjkljaja samo ene snovi, karakteristične za posamezno bolezen, ampak preveri nabor čim več snovi, ki jih je možno kvantificirati. Na podlagi takšnih podatkov so sestavljene skupine. Skupine upoštevajo tudi vpliv bolezni, starosti, spola, prehranjevalnih navad fizične aktivnosti na posameznika. Posameznika se dodeli v skupino glede na korelacijo njegovih osebnih podatkov in rezultatov meritev z lastnostmi skupine. Pravilnost klasifikacije se oceni z »diagnostično močjo«, ki je izračunana vrednost s katero determiniramo pravilnost diagnostične meritve, ki smo jo izvedli, da jo lahko primerjamo z drugimi metodami..

### Analiza urina
Za analizo urina se uporablja avtomatizirana ionsko izmenjevalna kromatografija. V urinu se po tem postopku izvaja analiza aminokislin, na podlagi katere se opazuje interindividualna razlika, kontrola diete, mentalna zaostalost in multipla skleroza. Na podlagi analize vzorca urina se posameznika dodeli v skupino s katero ima največ podobnosti..

## Ortomolekularna psihiatrija
Definicije psihiatričnih motenj po miselnosti »ortomolekularnih psihiatrov«, kot so imenovali sami sebe, Hoffer-ja in njegovih naslednikov, pravijo da vsi psihiatrični sindromi izvirajo iz biokemijskih neravnovesji alergij, toksičnosti ali kot rezultat več različnih stanj, ki jih imenujejo pirolija, histadelia in histapenija. Ta stanja se izrazijo med »biokemično vadbo«, zdravljenje pa vključuje megavitaminsko zdravljenje, spremembo prehranskih navad in tudi postenje..
Hoffer je verjel da lahko posamezna hranila ozdravijo duševne bolezni. Med letoma 1950 in 1960 je poskušal zdraviti shizofrenijo z niacinom. Carl Pfeifer je prevzel Hoffer-jevo zapuščino in nadaljeval zdravljenje shizofrenije z megaodmerki vitaminov. Sam je bil prepričan da za vsako zdravilo obstaja naravna substanca, ki ga lahko zamenja in je popolnoma enako učinkovita..

## Uporaba

### Shizofrenija
Vitamin E in C sta dobro poznana antioksidanta, v celicah delujeta kot zaščita pred poškodbami, ki jih povzročajo prosti radikali. Prosti radikali pri shizofreniji nastajajo v centralnem živčnem sistemu in povzročajo oksidativni stres. Rezultati več študij, na pacientih, uporabe vitamina E v velikih odmerkih niso pokazali signifikantnih izboljšanj stanj bolnikov..
Študija učinkov vitamina C na potek shizofrenije je dala bolj vzpodbudne rezultate. Po krvnih testih so ugotovili pri pacientih s shizofrenijo povečano koncentracijo malondialdehida in zmanjšane koncentracije askorbinske kisline (vitamina c), kar je kazalo na oksidativni stres nekje v telesu. Rezultat raziskave je pokazal, da je raba večjih doz vitamina C v namene zmanjševanja oksidativnega stresa pri shizofreniji upravičena.

### Razvojne motnje
Izvajali so študije na 22 mentalno zaostalih otrocih, vendar uporaba megavitaminske terapije z niacinamidom, vitaminom B6 in C in pantotensko kislino ni dokazala učinkovitosti. dr. Hoffer je l.1950 začel zdraviti shizofrenijo z niacinom, vendar je že l.1973 National Institute of Mental Health označil njegovo terapijo za neučinkovito in potencialno nevarno. Učinkovitost ni dokazala tudi nobena študija. Študije so izvajali na otrocih z Downovim sindromom, vendar prav tako brez uspeha.

### Hiperholesterolemija
Uporaba niacina v velikih odmerkih za znižanje ravni holesterola. Študija R.Altschul-a in A. Hoffer-ja je potrdila učinkovitost niacina. Dodatne potrditve študije so naredili na kliniki Mayo in pri Canner study.

### Prehlad
Neka kanadska študija je dokazala pri pacientih, ki so dnevno jemali prehranska dopolnila s C vitaminom, krajše in manj resne prehlade. Drugače malo dokazov.
=== Rak ===
Cameron in Pauling sta predlagala megadoze vitamina C (10g/d) za bolnike s črevesnim rakom. Vendar študije na Mayo kliniki niso dokazale učinkovitosti. Večje tveganje za rak na črevesju povezujejo z nizko serumsko vrednostjo retinola in z manjšim vnosom vitamina A in karotenov. Vendar prav tako ni dokazano, če je to rezultat vitamina A ali drugih faktorjev, kajti diete bogate s karoteni, so tudi bogate z vlakninami in imajo drugačno razmerje ogljikovih hidratov, maščob in proteinov

### AIDS
Orthomolekularnih pristopov k zdravljenju AIDS-a je več multivitaminska terapija, uporaba selena in amino kislin. Vsi učinki teh terapij in številna izboljšanja, se predpisuje placebo učinku. Visoki odmerki vitamina C se že dolgo klinično uporabljajo za zdravljenje bolnikov z aidsom a brez pozitivnega rezultata. Uporaba tega tipa orthomolekularnega zdravljenja, namesto  zdravljenja s protivirusnimi zdravili je bila predmet kritike.
Analiza petnajstih kliničnih testiranj uporabe mikrohranil v terapiji, ki jih je izvajal Cochrane Collaboration v letu 2005 ni našla dokazov, da takšni pristopi z uporabo mikrohranil bodisi zmanjšati simptome ali smrtnost pri s HIV okuženih odraslih, ki niso podhranjenih. Preiskava kliničnih testiranj je našla dokaze, da je uporaba vitamina A pri otrocih okuženih z virusom HIV lahko koristna.
Vitaminsko  pomanjkljivost najdemo pri otrocih, okuženih s HIV. Tako dodajanje vitamina zmanjša smrtnosti pri otrocih s simptomatsko izraženim AIDS-om, vendar nima vpliva na asimptomatske otroke. Zdravljenje z vitaminom ne preprečuje okužbe z virusom HIV in ne more obvarovati pred kronično okužbo z virusom HIV ampak samo zmanjša smrtnost pri otrocih.

#### Smrtni primeri zaradi nezakonitih testiranj vitaminov v Južni Afriki
Matthias Rath je bil tarča kritik, ker je predstavljal svoje vitaminske dodatke kot zdravila za zdravljenje aidsa in jih na nezakonit način testiral v Južni Afriki. Nekdanji sodelavec Linusa Paulinga, Rath je zdaj spodbujal uporabo vitaminov za zdravljenje okužbe z virusom HIV. Sam je opisoval zdravljenje s protiretrovirusnimi zdravili kot strupeno in del svetovne zarote finančnih interesov farmacevtske industrije. V tožbi južnoafriške Medical Association so njegovi vitaminski proizvodi krivi za več smrti.
Svetovna zdravstvena organizacija in dve zdravstveni agenciji Združenih narodov so opisale Rath-ove oglase za vitamine kot "napačne in zavajajoče" in "neodgovoren napad na protiretrovirusno zdravljenje." Rath-ove poskuse, izvedene s pomočjo Davida Rasnicka, so razglasili za nezakonite. Rath in Rasnick sta dobila prepoved izvajanja kliničnih testranj in prepoved oglaševanja ter preoved prodaje svojih izdelkov.

## Prevalenca
Ortomolekularno zdravljenje samo ni zelo razširjeno, zdravilcev ki opravlja ta način zdravljenja je zelo malo. Na drugi strani pa se srečujemo s pojavom uporabe megavitaminskih terapij z zdravili brez recepta in prehranskimi dopolnili, katere se izvajajo brez nadzora zdravilca in zdravnika.
Raziskava Nacionalnega centra za komplementarno in alternativno medicino v ZDA, sproščena v maju 2004 se je osredotočila na to, kdo uporablja komplementarno in alternativno medicino (CAM), kaj je uporabljal in zakaj jo je uporabljal. V raziskavi so poročali tudi o uporabi ortomolekularne terapije v zadnjih dvanajstih mesecih. Rezultat je bil sledeč nevitaminski, nemineralni naravni izdelki 18,9%, zdravljenje na osnovi diet 3,5%, megavitaminsko zdravljenje 2,8%..
Druga nedavna raziskava CAM poroča, da je 12% bolnikov z boleznijo jeter uporabljalo antioksidant silimarin, več kot 6% je uporabljalo vitamine, in da je vseh, 74% bolnikov poročalo o uporabi CAM poleg zdravil, ki jih predpiše njihov zdravnik, vendar 26% jih o tem ni obvestilo svojega zdravnika..
Uporaba visokih odmerkov vitaminov je pogosta pri ljudeh, ki so zboleli za rakom, čeprav je uporaba odvisna od vrste raka. Delež preživelih pacientov z rakom prostate, ki so uporabljali CAM se giblje od 26% do 35%, pacientk preživelih po raku dojke pa 75% do 87%.

## Toksičnost
V maščobah topni vitamini se po dolgotrajni megavitaminski terapiji akumulirajo v telesu in delujejo toksično. Vitamin A, v 10-20 krat večjih odmerkih od RDA po dolgotrajni uporabi, deluje toksično na jetra. Simptomi so: slabost, utrujenost, kožne spremembe, izguba las, bolečina v kosteh, glavobol, razdražljivost. Vitamin A se uporablja pri zdravljenju aken in zaradi teratogenega delovanja predstavlja nevarnost za noseče najstnice. Vitamin D je pomemben pri kostnem metabolizmu. Toksični učinki se kažejo kot: šibkost, zaspanost, anoreksija, zaprtje; kronično predoziranje: hiperkalcemija, nefrokalcinoza, azotemija.
V vodi topni vitamini so zaradi hitrega izločanja iz telesa manj navarni. Kljub temu dolgotrajna   uporaba velikih doz (2-6 g/d)  piridoksina(vitamin B6) povzroči senzorično nevropatijo. Niacin(vitamin B3) v dozah 3 g/d  povzroča rdečico,srbečico in motnje v delovanju GIT zaradi sproščanja histamina;deluje pa tudi hepatotoksično. Pri visokih dozah C vitamina se pojavi driska, koliki, spreminja raven ščitničnih hormonov, estrogenov in inzulina, nastajanje ledvičnih kamnov, putiko, osteoporozo…